# Yom-e-Istiqlal

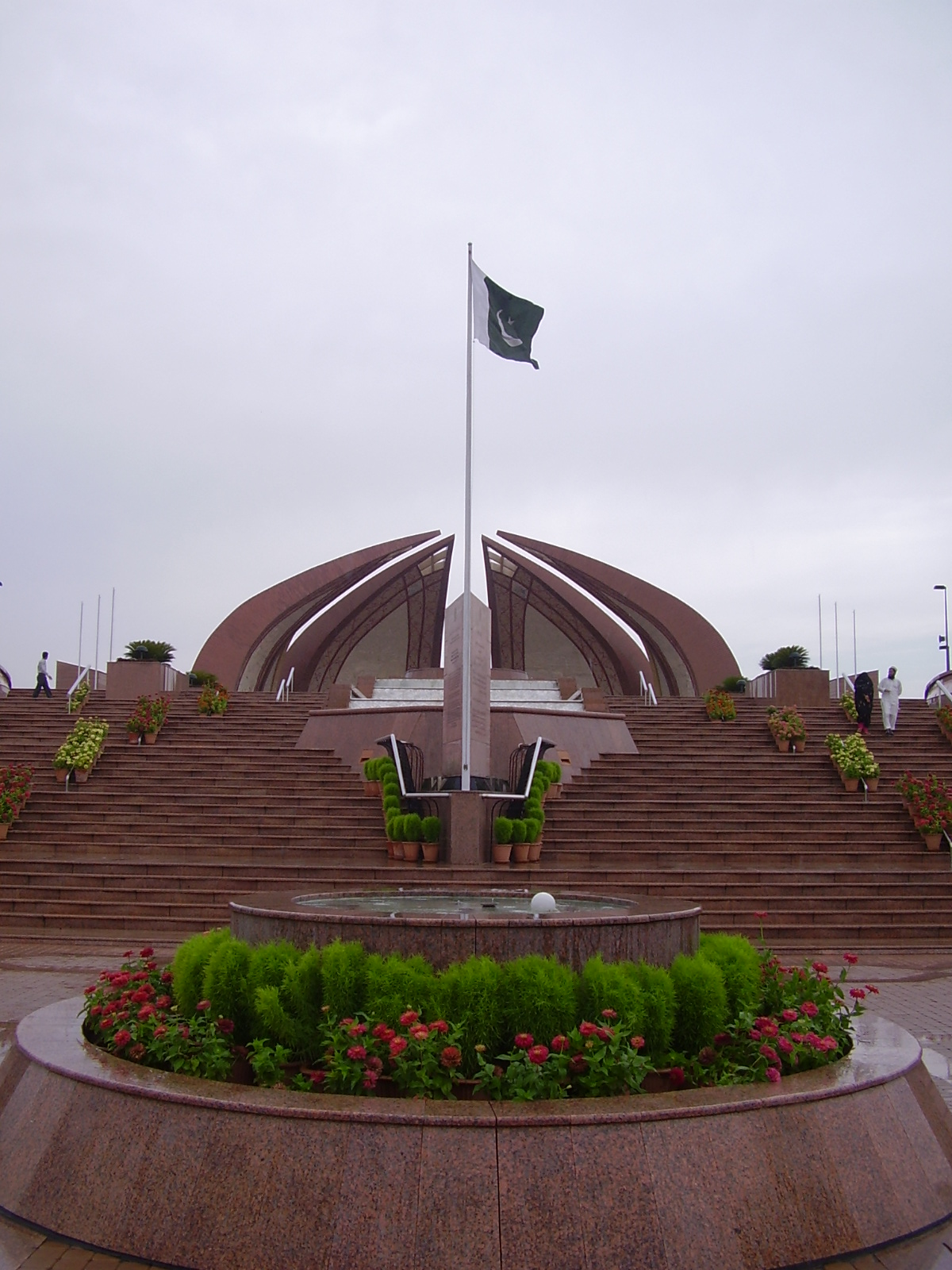
Pakistanische Flagge am Nationalen Monument, Islamabad

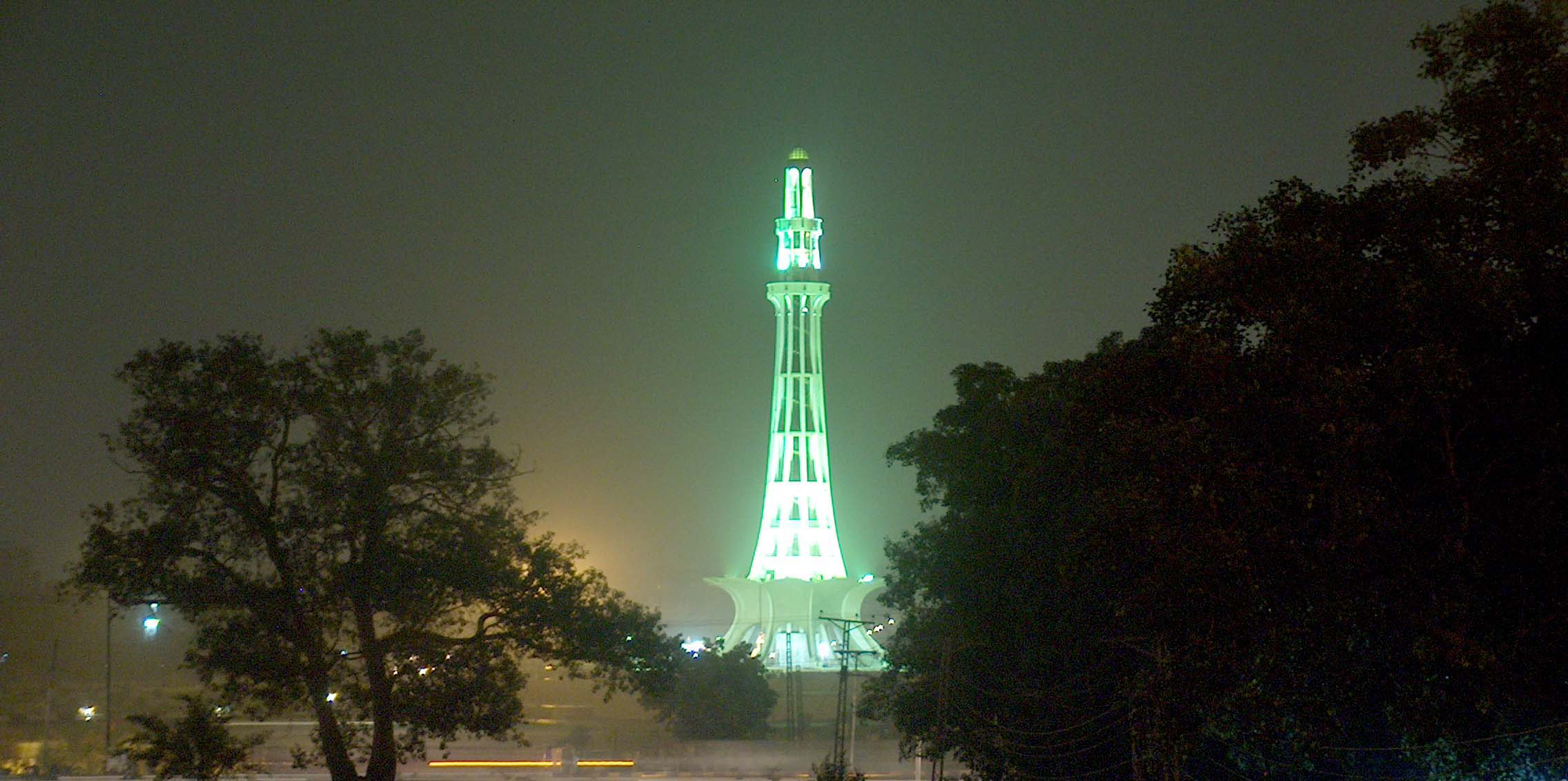
Das Minar-e-Pakistan, Lahore am Yom-e-Istiqlal

Yom-e-Istiqlal (Urdu یوم استقلال) ist der Unabhängigkeitstag Pakistans und Nationaler Feiertag. Er wird am 14. August gefeiert, dem Tag, an dem Pakistan die Unabhängigkeit von der britischen Herrschaft erreichte.
Die Unabhängigkeit Pakistans wurde offiziell am Donnerstag, dem 14. August 1947 um 0:00 Uhr verkündet, doch die Zeremonie begann eine halbe Stunde früher.
Heute wird der Tag in ganz Pakistan gefeiert. Fernsehsender zeigen spezielle Sendungen den ganzen Tag und auch zwei bis drei Tage danach und vorher. Nach der Tradition werden die Häuser mit Nationalfahnen und anderen Gegenständen geschmückt.